# Isbergues
Isbergues é uma comuna francesa na região administrativa de Altos da França, no departamento de Pas-de-Calais. Estende-se por uma área de 14,37 km². Em 2010 a comuna tinha 8 823 habitantes (densidade: 614 hab./km²).